# Université nationale Académie Mohyla de Kiev
L’université nationale « Académie Mohyla de Kiev », NaUKMA (Ukrainien: Національний університет «Києво-Могилянська академія», Natsional'nyi universytet "Kyyevo-Mohylians'ka akademiya", НаУКМА), située à Kiev, en Ukraine est l'une des principales  universités ukrainiennes. L'Académie de Kiev, le prédécesseur de l'université, a été fondée en 1632, ce qui en fait le plus vieil établissement d'enseignement supérieur en Ukraine. L'université actuelle est localisée sur le site de l'Académie dans le quartier ancien de Podil. Elle a été réorganisée en 1991, et l'enseignement débutait l'année suivante. NaUKMA a le plus haut niveau d'accréditation du ministère de l’Éducation et de Science d'Ukraine, et est membre actif d'associations internationales d'université, comme l'Association des universités européennes,. L'université est bilingue (ukrainien, anglais).
Avec autour de 3 500 étudiants, NaUKMA est une université à taille humaine à l'échelle de l'Ukraine. Ses examens d'entrée sous forme de QCM sont extrêmement compétitifs. Les anciens élèves de l'Académie Mohyla de Kiev ont joué un rôle formateur dans la vie intellectuelle et spirituelle de l'Ukraine et de la Russie aux XVIIe et XVIIIe siècles. Parmi les anciens élèves les plus notables nous comptons le hetman Ivan Mazepa, le philosophe Hryhori Skovoroda et l'esprit universel Mikhaïl Lomonossov.

## Facultés
- Faculté des sciences économiques
- Faculté des sciences naturelles
- Faculté des sciences humaines
- Faculté des sciences jurisprudent

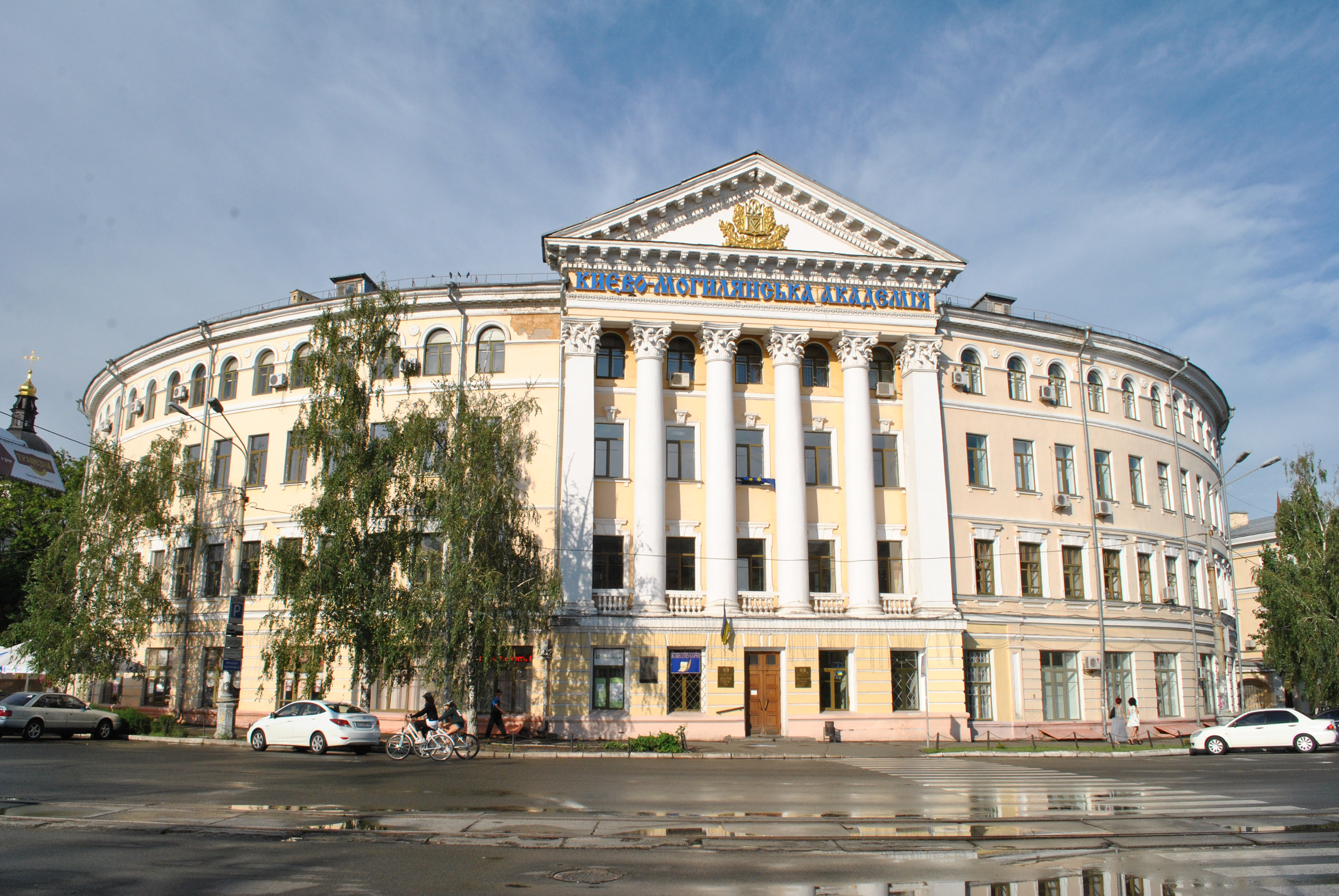
Façade de l'université.

- Faculté des sciences et des technologies sociaux
- Faculté d'informatique

## Histoire

### Fondation de l'Académie sous la période cosaque

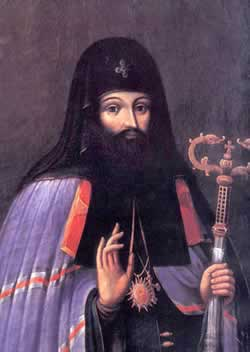
Pierre Mohyla.

L'Académie Mohyla de Kiev, orthodoxe, était l'une des écoles les plus anciennes d'Europe de l'Est. L'Académie a été fondée en 1615 par la Fraternité de Kiev. En 1632 la Fraternité de Kiev et les écoles de la Laure de Petchersk ont fusionné dans le Collegium Mohyla de Kiev (Collegium Kijovense Mohileanum). Le Collegium a reçu le nom de Pierre Mohyla, partisan de standards éducatifs occidentaux. En 1658, sous les termes du Traité d'Hadiatch le Collegium a obtenu le statut d'Académie, similaire à l'Académie de Cracovie. Après les accords instituant la souveraineté des tsars de Russie sur l'Ukraine, ce statut a été reconnu en 1694 par le tsar Ivan V, réaffirmé par Pierre Ier en 1701.
L'Académie a formé l'élite ukrainienne, politique et intellectuelle aux XVIIe et XVIIIe siècles, Varlaam Chichatskyi, Melkhisedek Znachko-Javorskyi, Pavlo Koropchevskyi, Opanas Lobysevytch, Hryhoriy Poletika étudiants qui formèrent le Cercle Novgorod-Siversky. Elle a été reconnue à travers l'Europe de l'Est avec les étudiants venant de Pologne, Russie, Biélorussie, Moldavie, Serbie, Bulgarie et Grèce. Les admissions étaient ouvertes à toutes les classes sociales. Grâce à la qualité exceptionnelle de l'apprentissage des langues, ses étudiants ont souvent continué leur éducation à l'étranger: beaucoup d'entre eux se sont convertis de l'orthodoxie au catholicisme. Cependant, à leur retour, ils sont revenus à leurs racines orthodoxes pour occuper des postes importants dans le clergé ou l'université. De cette façon, l'Académie a joué un rôle important dans la transmission des idées de la Renaissance d'Europe de l'Ouest vers l'Ukraine et la Russie.
Hetmans des Cosaques Zaporogues, les dirigeants militaires ukrainiens ont soutenu activement l'Académie Mohyla de Kiev. L'école a prospéré sous le terme du hetman Ivan Mazepa, un ancien élève.
Une structure académique relativement semblable mais située à Moscou, l'Académie slavo-gréco-latine est créée sur son modèle en 1685 et emploie tout au long du XVIIe siècle un grand nombre de professeurs issus de l'Académie de Kiev.

### Transformation en Académie théologique dans l'Empire russe
Considéré comme un foyer de libertés potentiellement dangereux, l'Académie est fermée en 1817 par Alexandre Ier de Russie. En réponse, les anciens élèves de l'Académie font de nombreuses pétitions infructueuses au tsar pour transformer l'Académie Mohyla de Kiev en université.
En revanche, de même que l'Académie slavo-gréco-latine est transformée en Académie théologique de Moscou en 1814, l'Académie théologique de Kiev, institution purement cléricale, ouvre dans les locaux en 1819. Contrairement à son prédécesseur, les admissions n'étaient ouvertes qu'aux enfants du clergé. Les positions clés étaient souvent attribuées aux anciens élèves du Séminaire de Saint-Pétersbourg.
Parallèlement à la suite de bâtiments du XVIIème ("bâtiments Mazepa"), une nouvelle aile néo-classique est construite par Andreï Melenski, entourant l'église centrale aujourd'hui détruite. Enfin un bâtiment semi-circulaire rejoignant ces deux ailes est construit en 1899, avec un, puis deux (1904) puis trois (1953) étages donnant sur la place des Contrats.

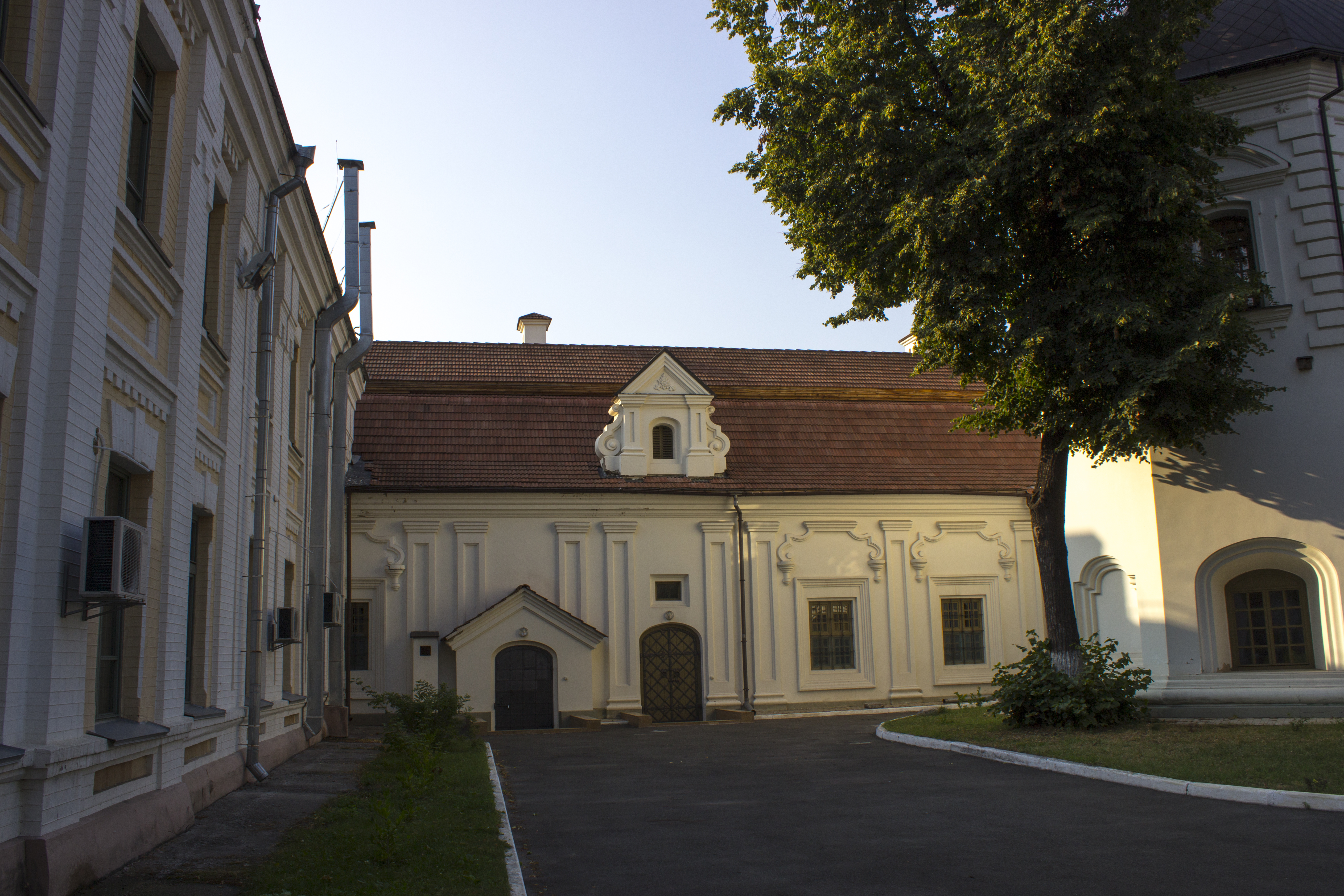
La maison Galchka Goulevytchivna classée[5].
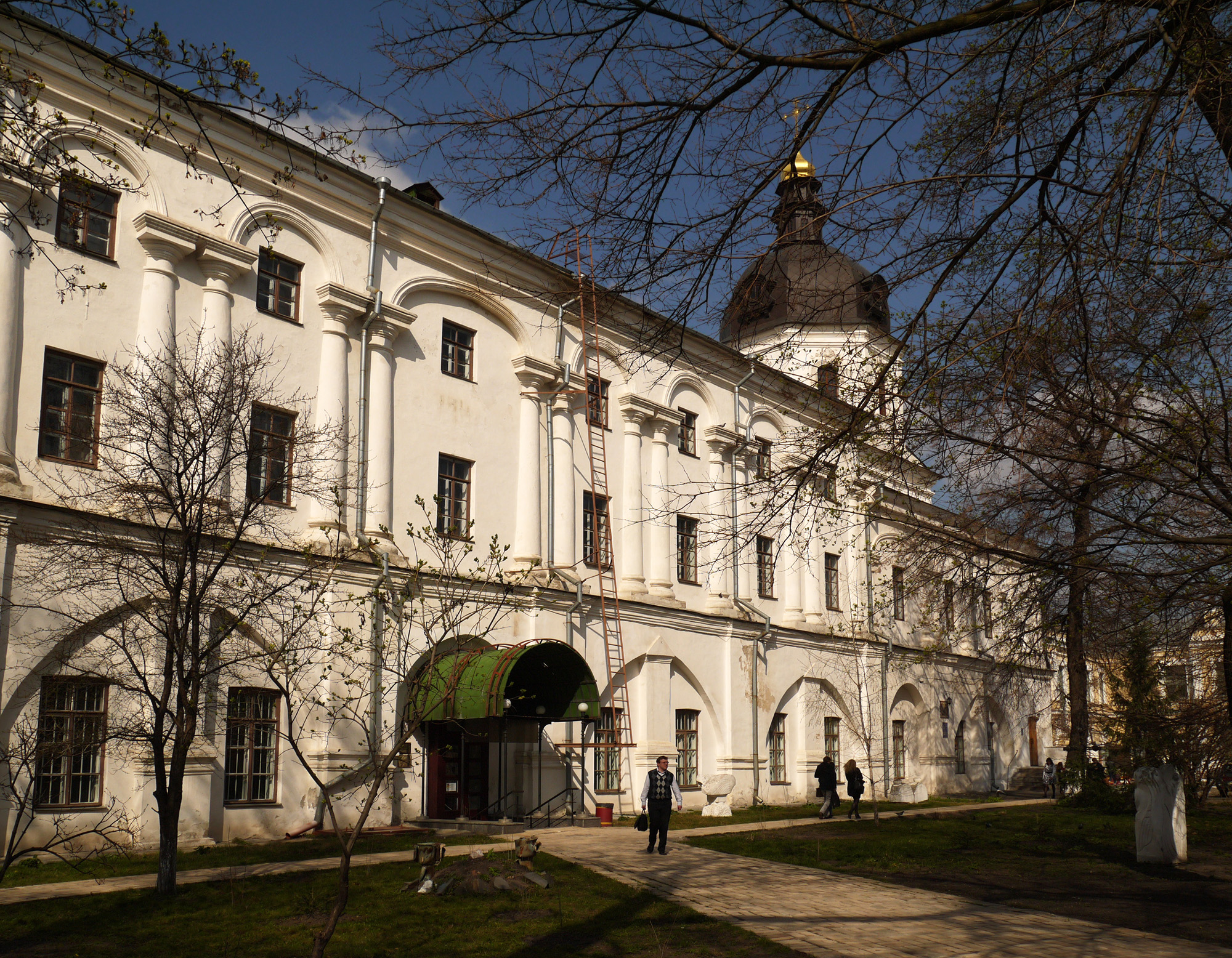
Les bâtiments du XVIIe côté cour.
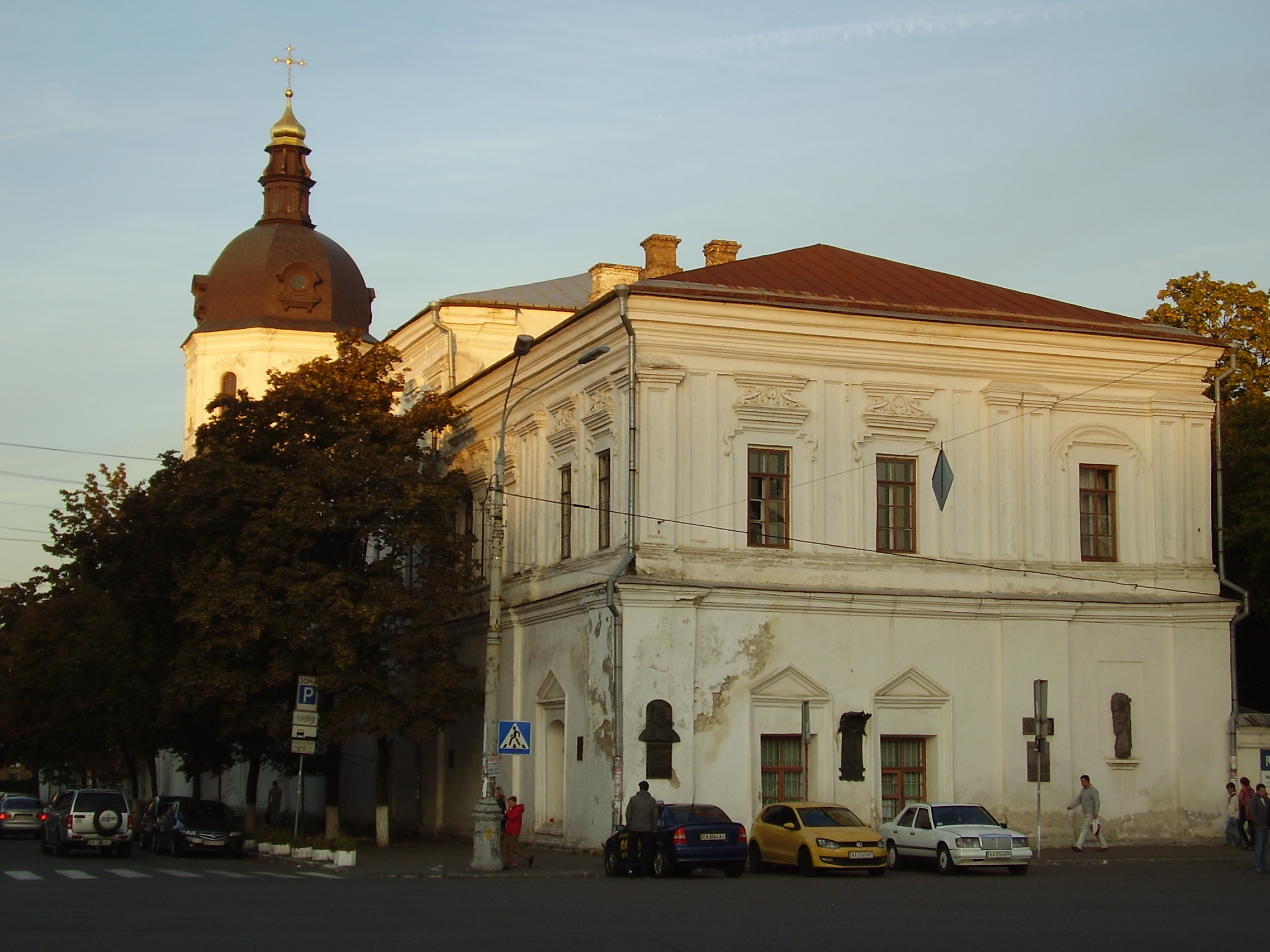
Les bâtiments du XVIIe côté rue.
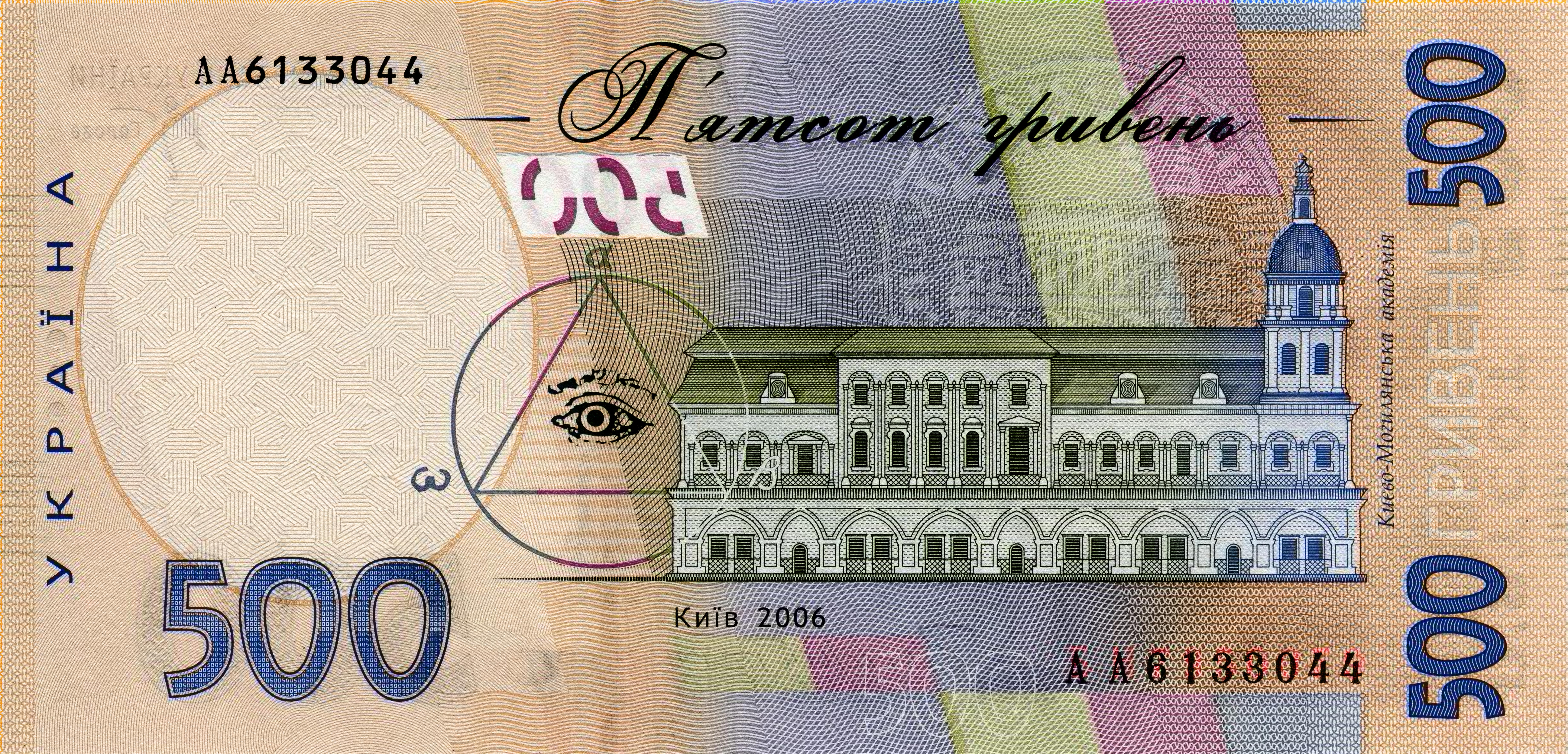
Les bâtiments du XVIIe, symboles de fierté nationale. Envers du billet « Hryhori Skovoroda » de 500 hryvnia, la plus grosse coupure en circulation dans les années 2000 et 2010.
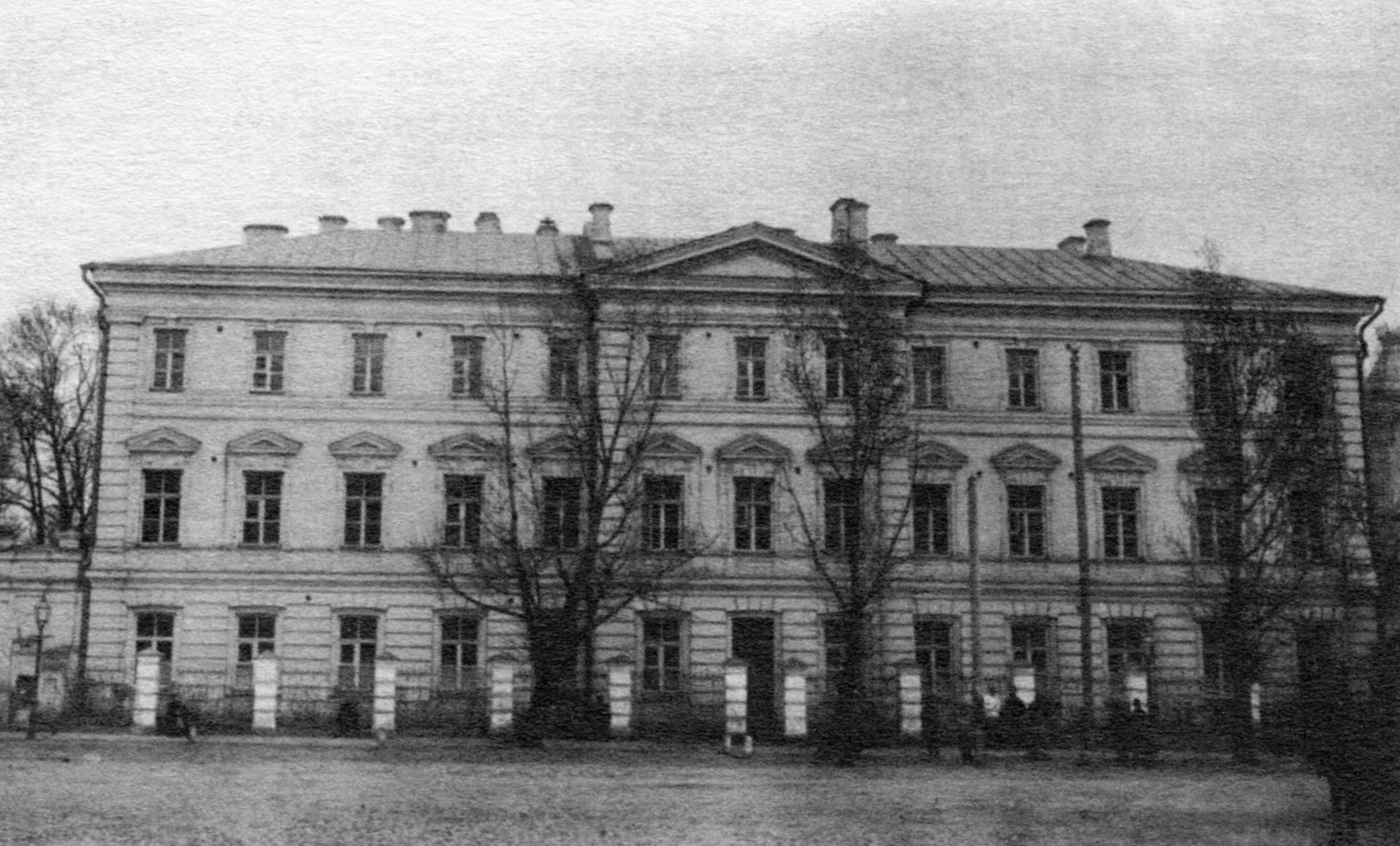
Bâtiment du XIXe de l'Académie théologique de Kiev donnant sur la Ppace des Contrats. Reconstruit en 1821-1823 par Andreï Melenski.
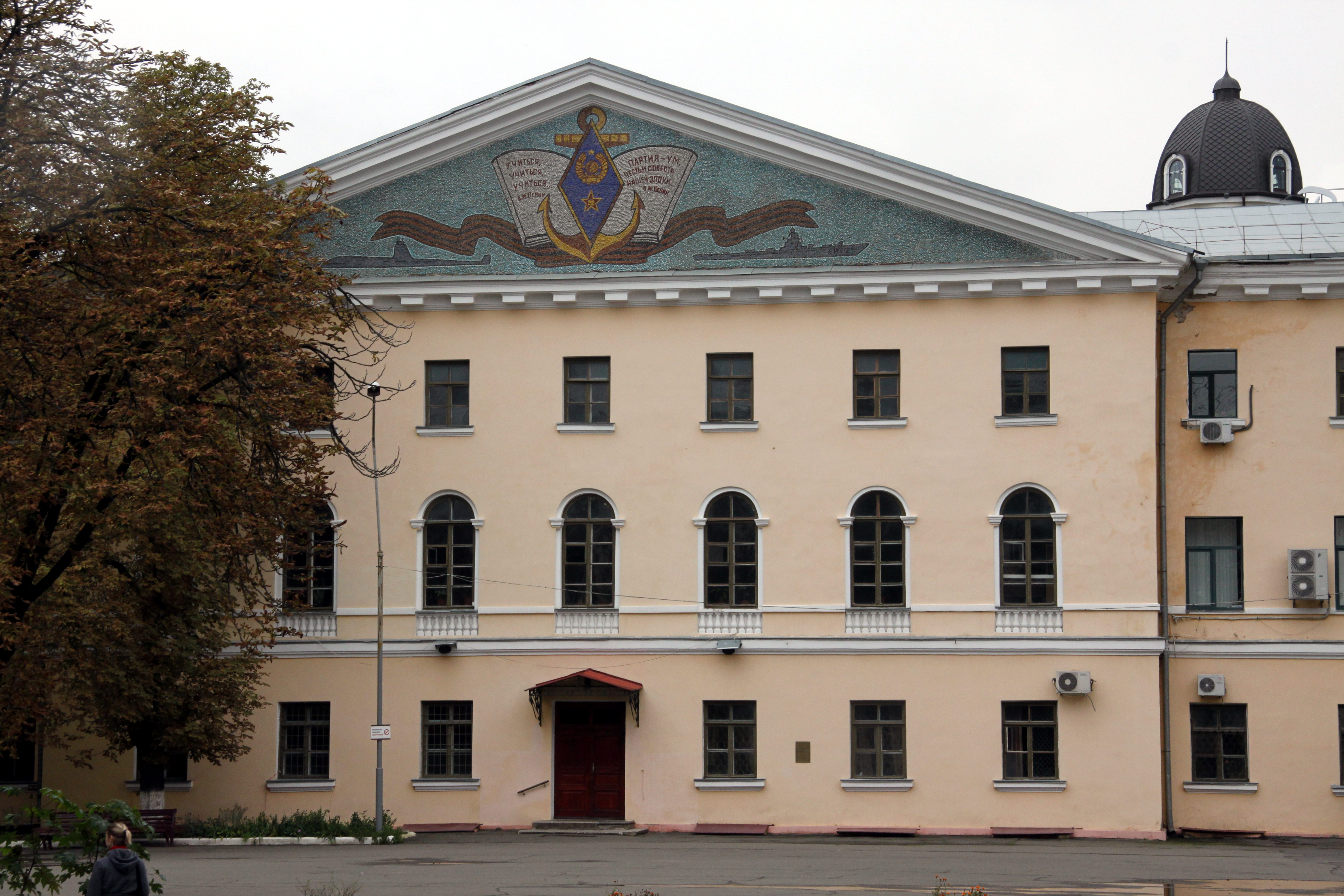
Bâtiment de l'Académie théologique de Kiev  donnant sur la cour. Une inscription soviétique occupe le tympan.
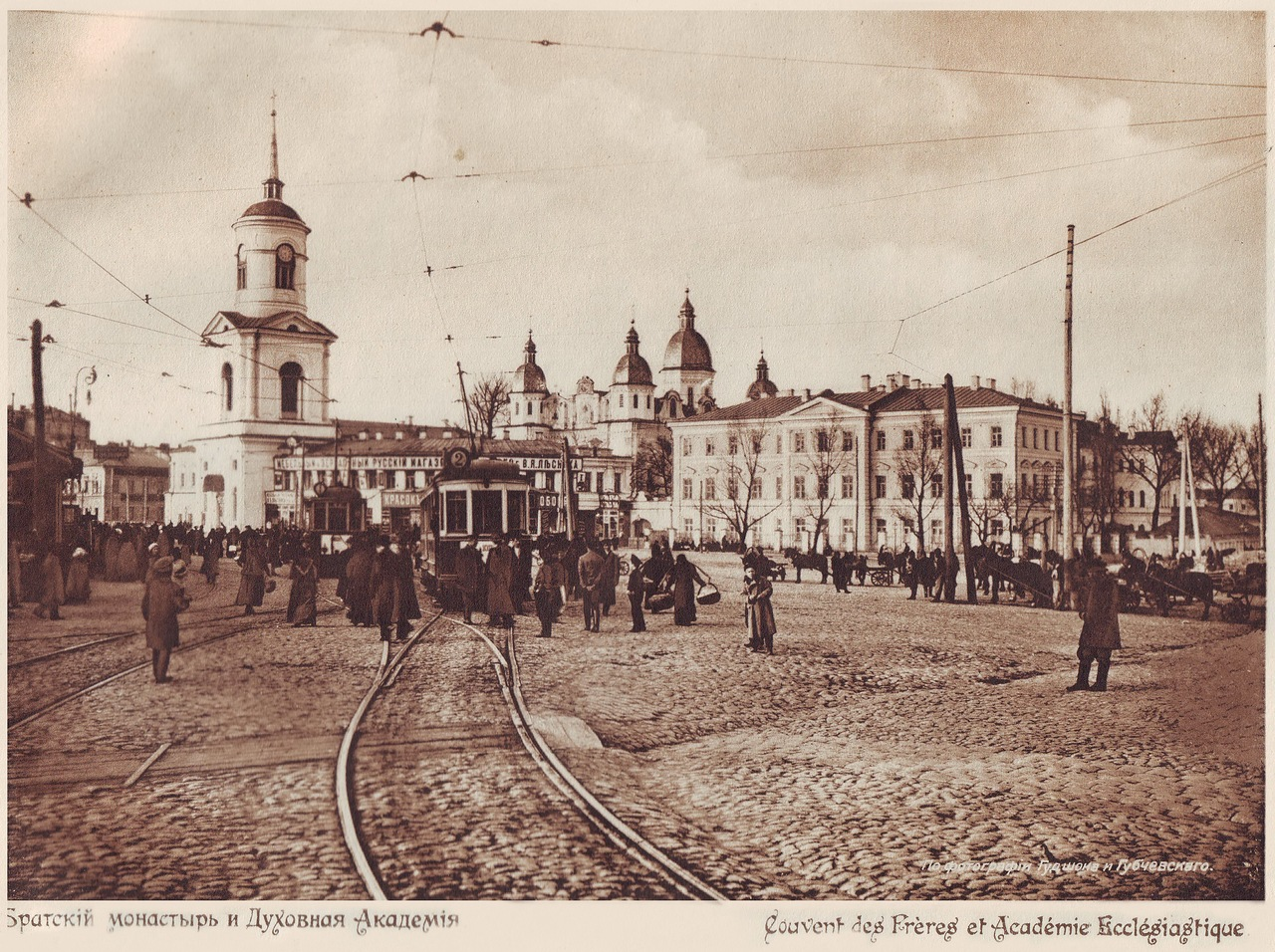
Vue de l'Académie en 1911. À droite, le bâtiment semi circulaire autour du clocher, à gauche le bâtiment néoclassique d'Andreï Melenski.
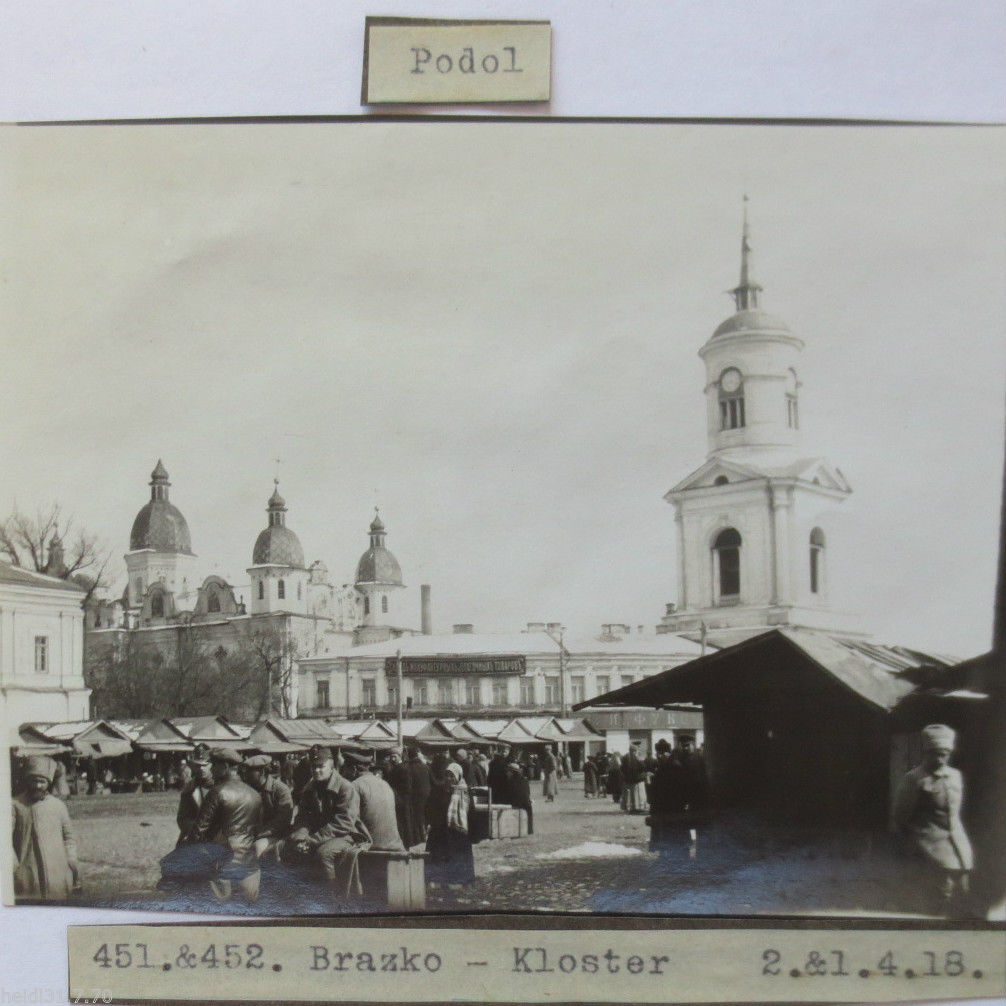
Vue de l'Académie en 1918. À gauche, le bâtiment semi circulaire autour du clocher.
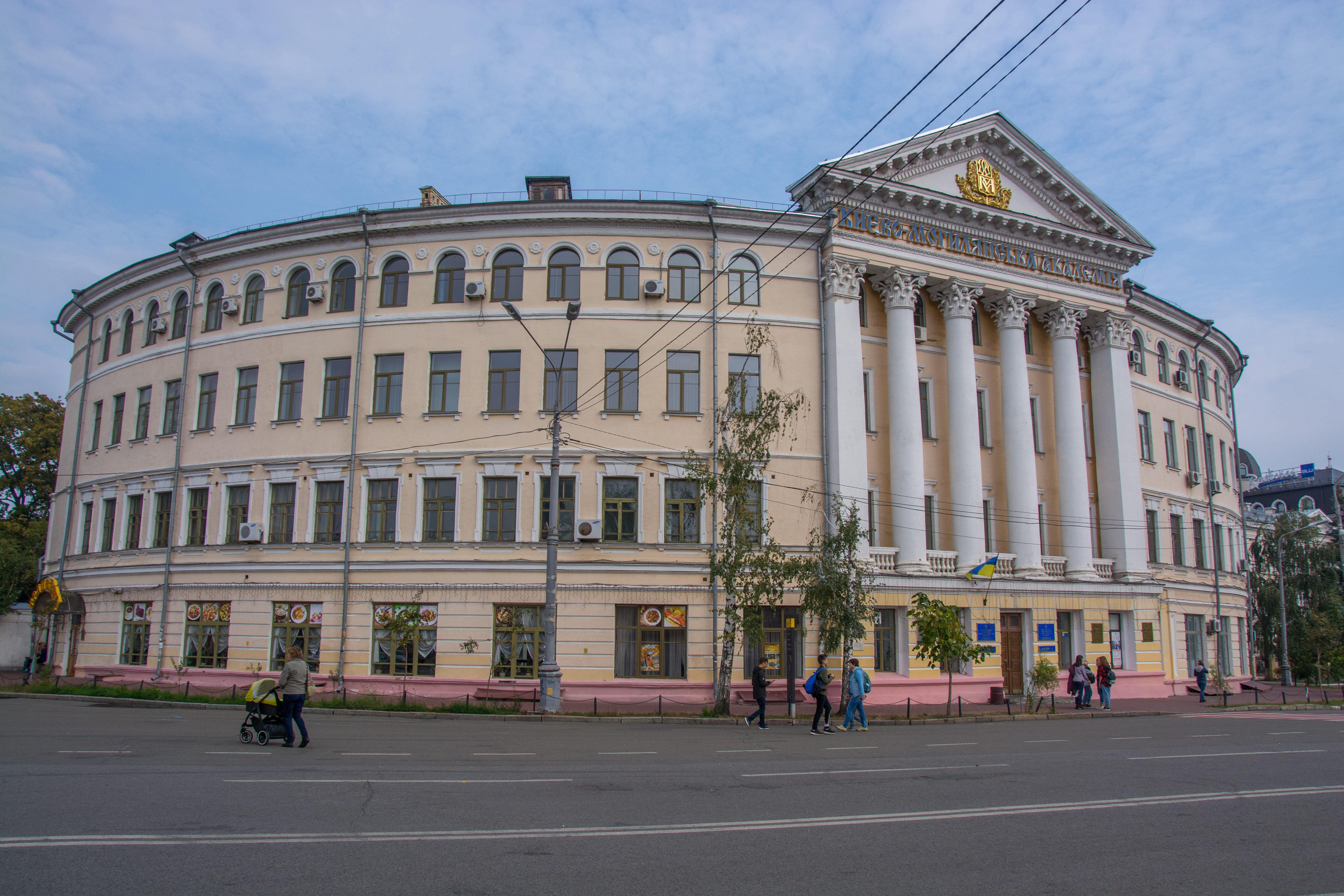
Le bâtiment semi-circulaire après sa reconstruction soviétique.

### Transformation en Académie militaire dans la période soviétique

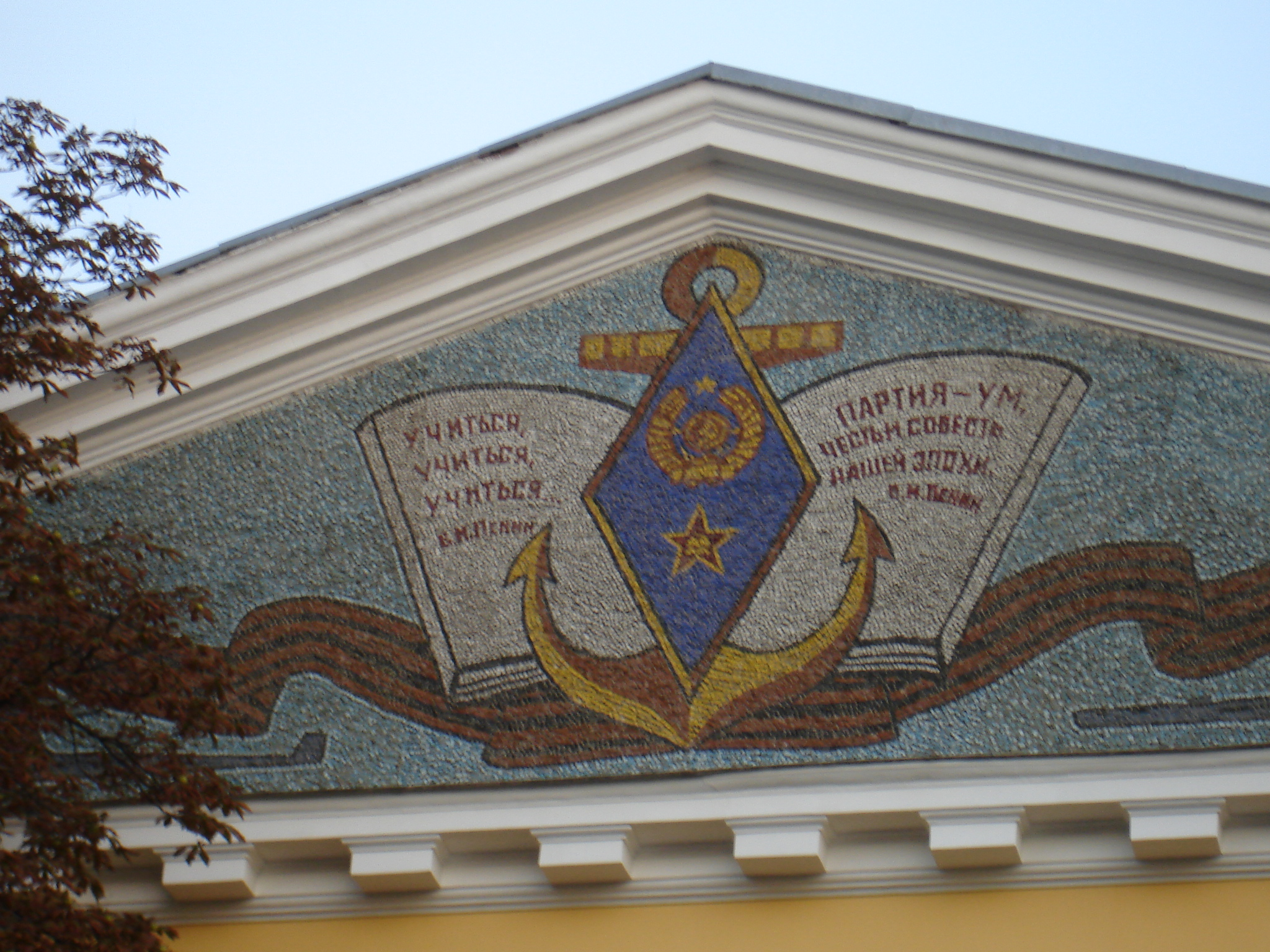
La mosaïque sur de bâtiment de NaUKMA avec les symboles d'Union soviétique et les aphorismes de Lénine : « Étudier, étudier, étudier. .. » et « Le parti - l'esprit, l'honneur et la conscience de notre époque ». Cette mosaïque a remplacé l'image de Bible ouvert à l'Académie de théologie de Kiev.

Pendant l'ère soviétique, l'Académie de théologie de Kiev a été fermée, sa bibliothèque a été pillée, et l'église principale de l'école, la cathédrale Bohoyavlensky a été détruite. À son emplacement, une école militaire a été ouverte et aujourd'hui l'un des bâtiments d'université porte toujours une mosaïque d'un bateau militaire avec les mots de Lénine comme un souvenir du passé de l'école totalitaire.

### Restauration de l'Académie d'origine en université depuis 1991
Dans 1991, suivant la chute de l'URSS, l'Académie Mohyla de Kiev a été rétablie avec l'assistance de Vyacheslav Bryukhovetskiy, qui est devenu le premier recteur de NaUKMA. L'institution restaurée a eu pour modèle les degrés du baccalauréat universitaire et master d'Amérique du Nord, avec un système de crédits.
Le 24 août 1992, qui est aussi le jour de la fête de l'indépendance de l'Ukraine, les premiers étudiants ont été accueillis. NaUKMA a vu ses premiers six diplômés en 1995. Pour établir la continuité avec les racines de l'Académie, un centre de recherche sur le legs de l'Académie Mohyla de Kiev a été fondé. NaUKMA a également inauguré la relance d'une autre institution éducative ukrainienne, l'historique Académie d'Ostrog. NaUKMA est la première université où les étudiants et les professeurs ont protesté ouvertement contre la fraude électorale massive pendant l'élection présidentielle ukrainienne de 2004. Un musée consacré à la Révolution orange a été ouvert à NaUKMA.

## Réputation
Selon le classement indépendant de 228 universités d'Ukraine établi par Compas, NaUKMA a été classée deuxième quant à la suffisance d'anciens élèves sur le marché de l'emploi d'Ukraine. En 2007, le ministère de l’Éducation et la Science d'Ukraine et le Dzerkalo Tyjnia, un journal national quotidien, classé NaUKMA à la troisième place parmi les universités ukrainiennes,. La revue de Delovoy a classé l'École supérieure de commerce de l'Académie Mohyla de Kiev comme la meilleure d'Ukraine en 2007. NaUKMA a été classé comme numéro quatre dans le classement "Top-200 Ukraine" dirigé par UNESCO en 2007. NaUKMA loge souvent des visites de politiciens étrangers et nationaux. Parmi les derniers visiteurs étaient Jaap de Hoop Scheffer, Alejandro Toledo, David Kilgour et Jean Chrétien.

## Campus
L'université occupe les terrains de l'Académie Kyiv-Mohyla dans le quartier de Podil, de la place des Contrats au Dnieper.

## Personnalités liées à l'université

### Professeurs
- Constantin Sigov, philosophe.
- Serhiy Kvit, enseignant recteur de l'université de 2007 à 2014 et depuis 2022, ministre de l'éducation de 2014 à 2016.
- Évêque Georges, élève puis enseignant.
- Feofan Prokopovitch, archevêque de Novgorod et vice-président du Saint-Synode russe.

### Étudiants
- Mikhaïl Lomonossov, historien, astronome, orateur, peintre, poète, navigateur, musicien et linguiste russe.
- Ivan Mazepa, hetman des cosaques.
- Kost Hordienko, koch des cosaques.
- Alexandre Andreïevitch Bezborodko, grand chancelier de l'Empire russe, ministre des Affaires étrangères.
- Dmitri Levitsky, portraitiste russe.
- Vassyl Lissovyi, philosophe et dissident.
- Artem Chapeye, journaliste de guerre et écrivain.
- Youriy Polioukhovytch, ministre de l'éducation d'Ukraine.
- Olena Shevchenko, militante pour les droits des femmes et les droits LGBTQI+